# The Trouble with Love Is
"The Trouble with Love Is" je pjesma američke pjevačice Kelly Clarkson. Pjesma je objavljena 8. prosinca 2003. godine kao četvrti i posljednji singl s njenog albuma Thankful. Pjesmu su napisali Kelly Clarkson, Evan Rogers i Carl Sturken, dok su producenti Evan Rogers i Carl Sturken.

## O pjesmi
Clarkson je htjela objaviti pjesmu "You Thought Wrong" kao singl, ali je zbog lošeg plasmana prijašnjeg singla "Low" njena diskografska kuća, RCA Records, odlučila objaviti pjesmu "The Trouble with Love Is". Pjesma je korištena u britanskoj romantičnoj komediji Zapravo ljubav.

## Uspjeh pjesme
Pjesma "The Trouble with Love Is" nije uspjela zabilježiti veći uspjeh u SAD-u, te se nije plasirala na glavnu ljestvicu singlova Billboard Hot 100, ali se ipak uspjela plasirati na Bilboardove ljestvice Adult Top 40 i Pop Songs gdje se plasirala na 31. te 22. poziciji.
U Ujedinjenom Kraljevstvu pjesma je deibitirala na 35. poziciji službene ljestivce singlova, UK Singles Chart, gdje se zadržala tri tjedana. U Australiji pjesma je debitirala na 12. poziciji, dok je najviša bila 11. pozicija. Ispala je iz ljestivce nakon devet tjedana. U Njemačkoj je pjesma debitirala na 42. poziciji što je ujedno bila i najviša, na ljestvici se držala sedam tjedana. Na nizozemskom i švicarskom tržištu pjesma nije doživjela veći uspjeh plasirajući se na 32. i 62. poziciji.

## Popis pjesama
Australski CD singl
1. "The Trouble With Love Is" - 3:42
2. "The Trouble With Love Is" (MaUVe Classic Vocal)
3. "The Trouble With Love Is" (Bimbo Jones Dub)

Njemački CD singl
1. "The Trouble With Love Is" - 3:42
2. "(You Make Me Feel Like A) Natural Woman" - 2:36
3. "A Moment Like This" - 3:48

## Ljestvice
| Top ljestvice (2003. – 2004.)             | Završna pozicija |
| ----------------------------------------- | ---------------- |
| Australija (ARIA Singles Top 50)          | 11               |
| Nizozemska (Dutch Top 40)                 | 26               |
| Njemačka (Media Control Singles Top 100)  | 42               |
| Švicarska (Schweize Singles Top 100)      | 62               |
| SAD (Billboard Adult Top 40)              | 31               |
| SAD (Billboard Pop Songs)                 | 22               |
| Ujedinjeno Kraljevstvo (UK Singles Chart) | 35               |